# Stenden University Berlin
Die Stenden University Berlin (SUB) war eine im Aufbau befindliche private Hochschule in Berlin, die 2008 von der Senatsverwaltung für Bildung, Wissenschaft und Forschung die staatliche Anerkennung als Wissenschaftliche Hochschule (Universität) erhielt. Ihre Trägergesellschaft, die Stenden University Berlin gemeinnützige GmbH, wurde von der Stenden Hogeschool (einer niederländischen privaten Bildungseinrichtung mit Hauptsitz in Leeuwarden) errichtet. Ein Jahr nach der staatlichen Anerkennung durch die Berliner Senatsverwaltung für Bildung, Wissenschaft und Forschung wurde der SUB die staatliche Genehmigung wieder entzogen.

## Studienangebot
Die SUB wollte weiterbildende Masterstudiengänge (Abschluss: Master of Arts) in englischer Sprache anbieten. Staatlich genehmigt waren bereits die Onlinestudiengänge
- International Communications Management
- International Leisure and Tourism Management
- International Logistics Management
- International Service Industry Management

Weitere Studienangebote sollten folgen.

## Didaktik
Jeder weiterbildende Masterstudiengang der Stenden University Berlin sollte als Onlinestudium angeboten werden. In den Präsenzphasen – zweimal jährlich war eine Intensivwoche geplant – sollten Vorlesungen, Seminare und Workshops die Themen und Aufgabenstellungen der pro Semester drei parallel zu absolvierenden Module eröffnen. Während der laufenden Semesterwochen sollten die Professoren, Dozenten und Studenten gemeinsam mit Hilfe einer E-Learning-Plattform weiterarbeiten. Die Online-Lehrveranstaltungen sollten nie "live", in Echtzeit, angeboten werden, um den berufstätigen Studenten eine größtmögliche Flexibilität zu sichern, sondern es sollten stets im Wochenrhythmus Input und Arbeitsberichte gegeben und erwartet werden.
Die Module waren so angelegt, dass die Studenten analytische, bewertende und kritische Denkmuster entwickeln und unterschiedliche Ansätze wissenschaftlich zu diskutieren sowie anzuwenden lernten. Zu jedem Studiengang gehörten Wahlpflichtmodule, die der Spezialisierung dienten. Alle aktuell angebotenen Wahlpflichtmodule der SUB sollten grundsätzlich von allen Studierenden der Hochschule belegt werden können. 
Der Studiengang sollte als zweijähriges Teilzeit-Programm angeboten werden. Im European Credit Transfer System (ECTS) entspricht dieses Programm 60 Leistungspunkten. Das Programm sollte mit einer Abschlussarbeit (Master Thesis) beendet werden. 

## Geschichte
Die Gründung dieser Hochschule deutschen Rechts erfolgte auf Initiative und in Trägerschaft der Stenden Hogeschool, Leeuwarden (Niederlande), einer University of Applied Sciences (formal den FH gleichgestellt) niederländischen Rechts. Die Konzeption der wissenschaftlichen Weiterbildungshochschule (Universität) in Berlin erarbeitete Gründungsrektor Martin Gertler. 
Die Stenden Hogeschool hat für ihre berufsvorbereitenden Bachelorangebote Niederlassungen in Katar, Südafrika, Bali und Thailand. 19 Bachelor- und 4 Masterstudiengänge werden derzeit von mehr als 10.000 Studierenden an den Niederlassungen von Stenden Hogeschool besucht.
Mit der Berliner Privatuniversität, der Stenden University Berlin, wollte das niederländische Stammhaus international die wissenschaftliche Forschung und Lehre in seinen Kerngebieten fördern.
Anfang April 2009 stellte die Universität ihre Kommunikationsmaßnahmen ein und verfügte weiterhin nur über ein Virtual Office, nicht aber über einen realen Campus. Das niederländische Stammhaus hat Anfang September 2009 bekannt gegeben, dass die Universität in Berlin "on hold" sei und in absehbarer Zeit nicht starten werde.
Am 3. September 2009 widerrief die Senatsverwaltung für Bildung, Wissenschaft und Forschung die Anerkennung der Stenden University als Hochschule.